# Micromus maculipes
Micromus maculipes är en insektsart som först beskrevs av Fraser 1957.  Micromus maculipes ingår i släktet Micromus och familjen florsländor. Inga underarter finns listade i Catalogue of Life.